# Desaparecimento de Andrew Gosden
Andrew Paul Gosden (nascido a 10 de julho de 1993) desapareceu de Londres Central a 14 de setembro de 2007 quando tinha 14 anos. Nesse dia, Gosden saiu da sua casa em Doncaster, South Yorkshire, retirou £200 da sua conta bancária e comprou um bilhete de ida para Londres da estação de Doncaster. Ele foi visto pela última vez numa câmera de vigilância a sair da estação King's Cross. Apesar de vários apelos nacionais por informação nos anos que se seguiram, a razão da viagem de Gosden a Londres naquele dia, e o seu destino subsequente, não foi estabelecido.
Em dezembro de 2021, os detetives que investigavam o caso prenderam dois homens sob suspeita de rapto e tráfico humano em relação ao desaparecimento de Gosden. Ambos os homens foram subsequentemente libertados da investigação enquanto os inquéritos ocorriam. Em setembro de 2023, a polícia confirmou que os dois homens foram eliminados da investigação. Acredita-se que eles foram os primeiros a serem presos em conexão com o desaparecimento de Gosden.

## Antecedentes
A família Gosden vive em Balby, um subúrbio de Doncaster, South Yorkshire. Os pais de Andrew Gosden são ambos Cristãos Anglicanos empenhados, mas não batizaram os seus filhos, pois não queriam impor-lhes as suas opiniões. Antes do seu desaparecimento, Gosden não ia à igreja à dezoito meses. Ele tinha sido um escuteiro, mas poucos meses antes do seu desaparecimento ele disse ao seu pai que ele não se ia envolver mais com o grupo. A família de Gosden descreveu-o como um "pássaro caseiro" que raramente saía de casa e nunca o fazia sem dizer aonde ia. Gosden era conhecido na sua família como "Roo".

### Vida escolar
Gosden era um aluno talentoso com um registo de presença de 100% na Secundária Católica McAuley. Ele estava no Programa de Jovens Talentosos, que foi feito para elevar o desenvolvimento educacional dos estudantes do top cinco por cento, e esperava-se que ele tivesse As nas suas examinações GCSE. Gosden era descrito como matemático ganhador de prémios que parecia destinado a Cambridge. Ele foi descrito como tendo uma atitude neutra quanto à escola, esperando que o próximo período escolar fosse mais desafiador depois de ter 'atravessado' pela sua educação até então. Gosden tinha a tendência a falar pouco da sua vida escolar com os pais.
Durante as férias de verão de 2006, Gosden esteve numa escola residencial durante duas semanas na Universidade de Lancaster como parte do Programa de Jovens Talentosos. A escola de verão era para crianças de todo o Reino Unido com 11 a 16 anos que estivessem no top 5% academicamente. Os pais de Gosden lembram-se que ele voltou da escola de verão entusiasmado sobre o que tinha estado a fazer.
Gosden era descrito como sendo feliz com a sua própria companhia, mas não era solitário pois tinha o seu próprio grupo pequeno de amigos. No entanto, a família de Gosden diz que ele não socializava com os amigos fora da escola. Gosden não exibia sinais de depressão e não havia indícios que ele fosse vítima de bullying.

### Descrição
Gosden era descrito pelo seu pai como distraído, sem conhecimentos de rua, e potencialmente vulnerável. Ele era uma "personagem profunda" que não se chateava. Os seus professores caracterizavam-no como um jovem tímido e quieto que era maduro para a sua idade.
Outras fontes afirmam que embora Gosden tivesse 14 quando desapareceu, ele parecia mais jovem; talvez à volta de 12, pois era pequeno para a sua idade. Gosden usava óculos com prescrição forte, era surdo no seu ouvido esquerdo, e tinha uma cumeeira dulpa na sua orelha direita. Gosden tinha cabelo castanho claro mas estava a planear pintá-lo escuro antes de ter desaparecido.
Gosden teve um par de telemóveis entre os dez e os doze anos mas ele raramente os usou e subsequentemente perdeu-os. Foi-lhe dado um novo telemóvel no seu 12º aniversário, mas também raramente o usou e não o quis trocar quando o perdeu meses antes do seu desaparecimento. Quando os seus pais se ofereceram para trocar os telemóveis perdidos, ele afirmou que preferia uma Xbox nova.
Gosden estava interessado em vídeo-jogos e bandas de metal. Ele foi visto pela última vez a usar uma t-shirt preta dos Slipknot, calças pretas, ténis, um relógio no seu pulso esquerdo, e a levar uma bolsa de lona preta com remendos de bandas de rock e metal.(1 h 00 min 30 s)

## Eventos que antecederam ao desaparecimento
Durante as férias de verão de 2007 (tipicamente de julho a setembro), os pais de Gosden sugeriram que ele viajasse sozinho para Londres para ficar com a sua avó, mas ele escolheu não ir.
Na altura do seu desaparecimento, Gosden estava à oito dias na nova escola depois de voltar das férias de verão. Nos dias que antecederam ao seu desaparecimento, Gosden por duas vezes escolheu quebrar a sua rotina; os seus pais reportaram que ele lhes disse que foi para casa a pé em vez de apanhar o autocarro escolar. Fazer o caminho de 6.4km da escola para casa teria levado uma hora e vinte minutos.
A tarde antes do dia do seu desaparecimento foi descrita pelo pai de Gosden como tranquila.(14 min 50 s) A família comeu junta como normal, e eles lavaram toda a loiça depois. Gosden passou uma hora a fazer um quebra-cabeça com o seu pai. Ele então viu alguns programas de comédia na televisão, incluindo Mock the Week e That Mitchell and Webb Look, com a sua mãe.(14 min 50 s)

## Dia do desaparecimento
Na manhã do seu desaparecimento, Gosden teve dificuldade em acordar e parecia particularmente irritável. A sua mãe disse que isso era fora do comum pois ele normalmente acordava a horas.
Ás 8:05 da manhã, Gosden saiu de casa e foi visto a passar pelo parque local (Westfield) para a paragem de autocarro pelo amigo de família Reverendo Alan Murray que estava sentado num banco no parque. Em vez de apanhar o autocarro escolar, Gosden desviou-se do trajeto normal e andou para uma máquina de multibanco numa garagem local onde ele tirou £200 da sua conta bancária. Embora Gosden tivesse £214 na conta, o multibanco só permitia levantamentos de incrementos de £20.(4 min 40 s) Gosden foi apanhado nas camêras de vigilância de um vizinho quando voltou a casa.(3 min 30 s)
Em casa, Gosden colocou o seu uniforme na máquina de lavar e o seu blazer nas costas da sua cadeira. Ele vestiu roupas casuais, consistindo numa t-shirt preta dos Slipknot e calças pretas, e levou uma mala enfeitada com remendos de várias bandas de rock e metal. Ele também levou a sua carteira, chaves, e uma consola Playstation Portable (PSP). Nenhumas outras posses foram identificadas como desaparecidas. Foi rapidamente estabelecido que ele não levou o passaporte.(26 min 30 s) O pai de Gosden disse que o seu filho não parecia ter levado uma camisola ou casaco com ele, e também não levou o carregador da sua PSP.(12 min 00 s) Gosden também deixou cerca de £100 em dinheiro que tinha guardado dos seus aniversários.
Ás 8:30 da manhã, Gosden deixou a casa e foi visto a ir para Littlemoor Lane, em direção ao Parque Westfield na camêra de vigilância dos vizinhos. Ele andou para a estação ferroviária de Doncaster e comprou um bilhete de ida para Londres, que custou £31.40. A vendedora do bilhete lembra-se que lhe disse que um bilhete de volta só custava mais 50p mas ele insistiu num só bilhete.
Ás 9:35 da manhã, Gosden foi visto a entrar no comboio para a estação King's Cross sozinho. Uma mulher diz que se sentou ao lado de Gosden, quem ela descreveu estar tranquilo e concentrado no seu vídeo-jogo. Quando Gosden não foi às suas aulas matinais, os professores tentaram contactar os seus pais. O escola acreditava que tinha ligado aos pais de Gosden e deixaram uma mensagem a informá-los de que ele não foi à escola. No entanto, a escola marcou o número dos pais acima ou embaixo de Gosden no registo e a mensagem foi deixada no telefone da pessoa errada.(4 min 40 s)
Gosden chegou à estação King's Cross às 11:20 da manhã. Ele foi apanhado nas camêras de vigilância deixando a entrada principal da estação às 11:25 da manhã. Este foi o último avistamento dele.(5 min 55 s)

## Desaparecimento e investigação inicial
Nessa tarde a família Gosden e um amigo de família sentaram-se para jantar a pensar que Andrew estava ou na adega convertida a jogar jogos ou no seu quarto a fazer os trabalhos de casa.(9 min 50 s) Quando a família descobriu que ele não estava em casa, eles inicialmente pensaram que ele podia estar com um amigo ou vizinho e não deu pelas horas. Os pais de Gosden telefonaram aos amigos, que os informaram que Gosden não estava lá e que não tinha ido à escola nesse dia. À volta das 19h, a polícia foi chamada. A irmã de Gosden, Charlotte, afirmou: "Foi pânico completo. Nós inicialmente pensámos que algo teria acontecido no caminho para a escola. Quando nós descobrimos que ele nem foi à escola - nem tentado ir - foi ainda mais preocupante".
O pai de Charlotte e Andrew, Kevin, sondou a rota para a escola e áreas próximas, mas não encontrou pistas.(10 min 30 s) Dentro de três horas do desaparecimento de Gosden, um panfleto de pessoa desaparecida foi produzido para circulação. A família e amigos de Gosden procuraram pela área até ao anoitecer. Nesse fim de semana, a polícia procurou nos arbustos perto da casa de Gosden em Doncaster, mas não encontraram provas.

Kings Cross átrio e saídas antigos
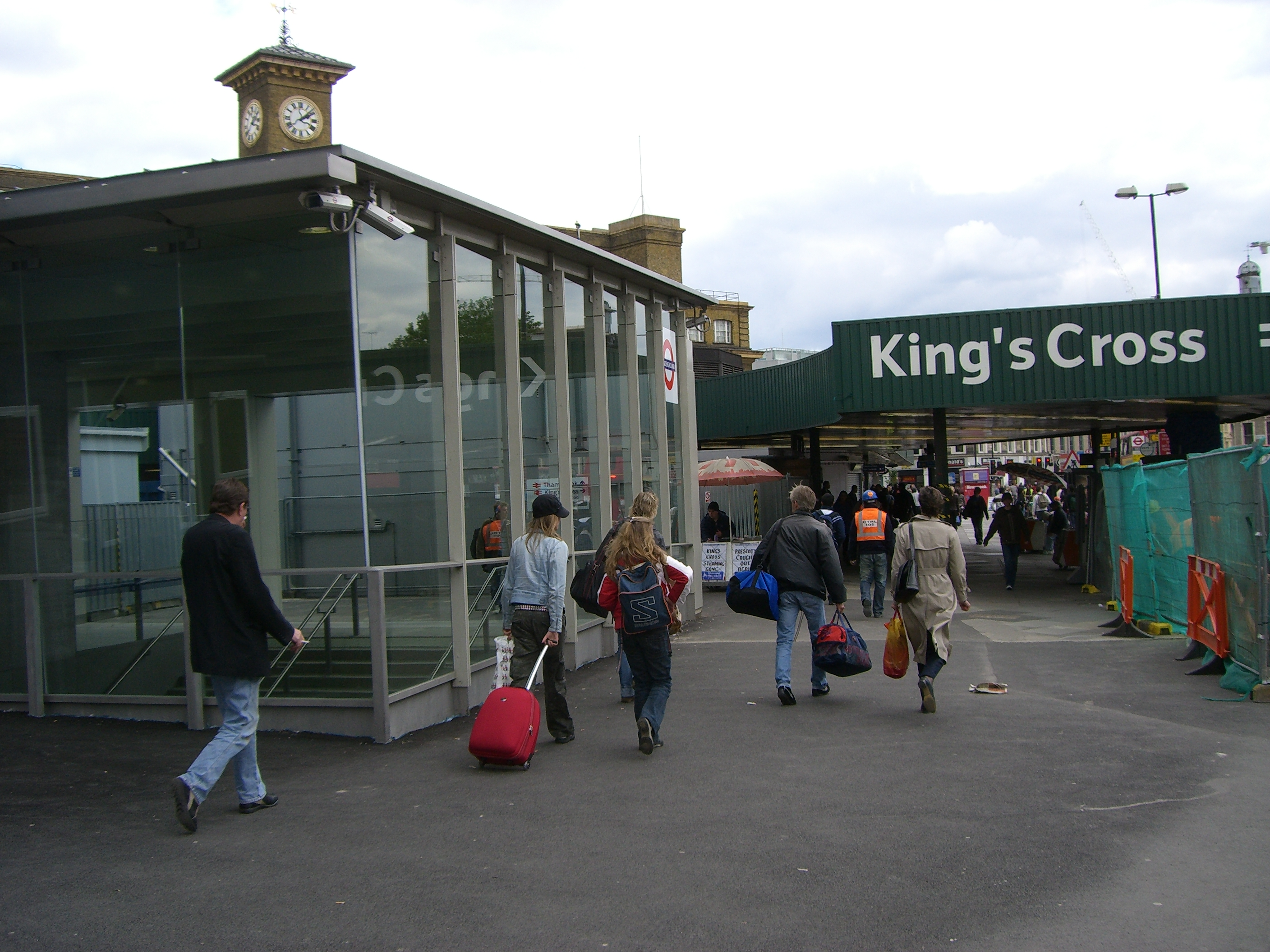
2006
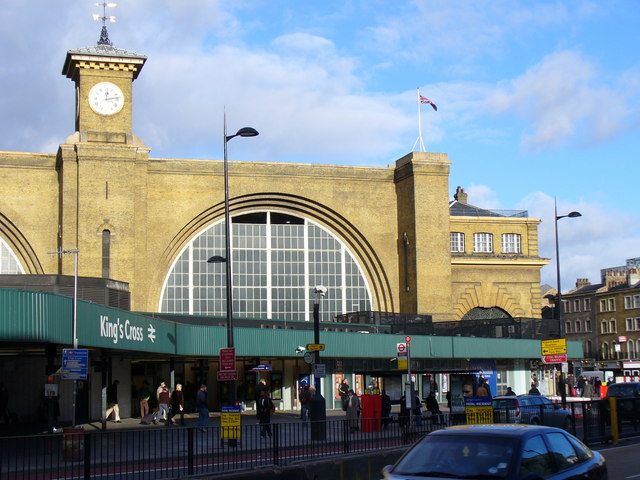
2007
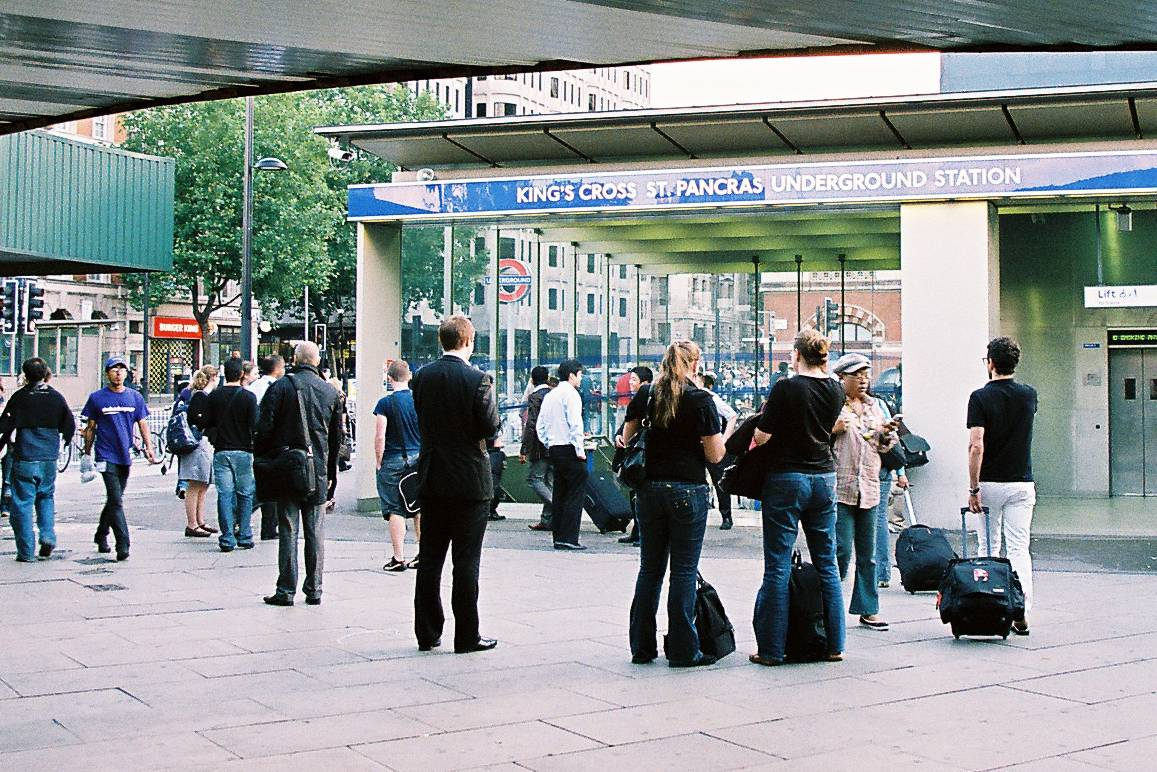
2008
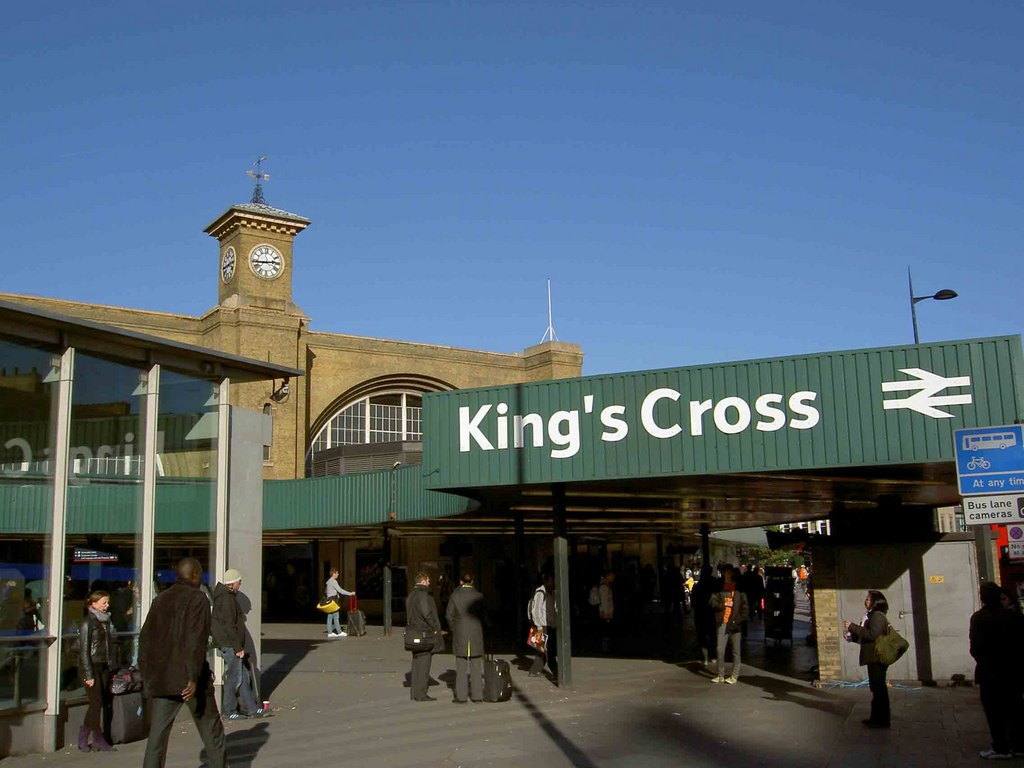
2010
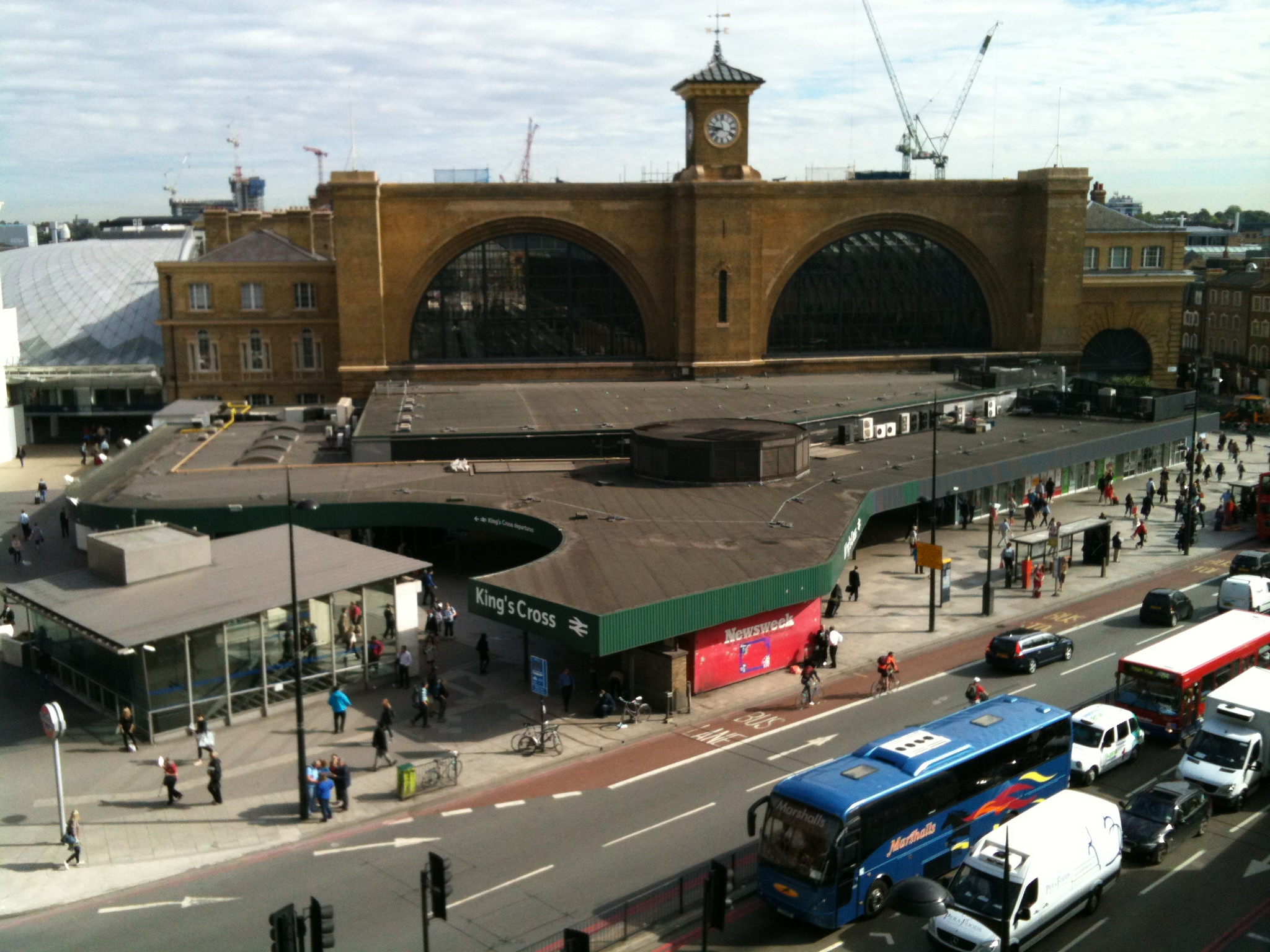
2012

Três dias mais tarde, depois de falar com a mulher que vendeu o bilhete de comboio a Gosden, a polícia confirmou que ele tinha viajado para Londres. A vendedora de bilhetes na estação de Doncaster lembrava-se de Gosden porque ele se recusou a comprar um bilhete de volta, apesar de só custar um pouco mais que um só. O pai de Gosden mais tarde afirmou que a compra de um só bilhete na vez de um de volta não parecia estranho para ele, pois Gosden conhecia várias pessoas em Londres com quem ele podia ficar. Procuras iniciais em Londres concentraram-se nas áreas de Chislehurst e Sidcup, onde Gosden tinha familiares.
Dias após o seu desaparecimento, a família viajou para Londres e espalhou panfletos e posters nas redondezas de qualquer sítio onde sentiam que Gosden podia ter interesse em visitar, especialmente museus e exibições.(12 min 00 s)
A Polícia de South Yorkshire (SYP) disse que pediu à British Transport Police (BTP) para procurar nas gravações das camêras de vigilância dentro dos dois dias de Gosden desaparecer, mas a BTP não o conseguia disntingui-lo da multidão. Três semanas mais tarde, gravações de King's Corss foram revistas pela BTP e SYP que identificou Gosden. O vídeo de Gosden a deixar o átrio principal de King's Cross circulou na mídia acompanhado de um close-up da sua orelha direita, que tem uma cumeeira dupla distintiva.

## Investigações subsequentes
A família e a polícia investigaram a possibilidade de que Gosden tinha ido para Londres para se conhecer com alguém que tinha conhecido na Internet. No entanto, não existiam provas disto. Gosden não usava um computador em casa; o seu pai afirmou que Gosden não tinha email e que não tinha uma conta online na sua Xbox ou PSP.(41 min 00 s) A polícia levou os computadores da escola de Gosden e da Biblioteca de Doncaster mas as investigações forenses digitais não encontraram rasto de qualquer atividade de Gosden.
Os investigadores enviaram o número de série único da PSP de Gosden para a sede da Sony, que não encontrou nenhum registo de uma conta ser feita ou haver algum tipo de comunicação no aparelho. A PSP Sony 1000 tinha um sistema de autenticação DNAS que permitia à Sony ver quando uma PSP estava conectada à internet. O único computador na casa era o da irmã, que só o tinha à oito semanas. A irmã de Gosden afirmou que ele não parecia interessado em redes sociais ou em conectar-se com outras pessoas pela Internet pois "ele não parecia social".(43 min 30 s)
Um ano após a morte de Gosden, a diretora da Secundária Católica McAuley, Mary Lawrence, viajou para Londres com funcionários e estudantes e distribuiu 15,000 panfletos.

### Razão para viajar para Londres
Depois do rasto inicial das camêras de vigilância esfriar, a investigação continuou para estabelecer o porquê de Gosden ter decidido ir a Londres. Uma teoria inicial que foi colocada pela família foi a de que Gosden tinha decidido ir fazer turismo. Era sabido que Gosden gostava de Londres, e visitava a capital com a família para ver os avós, tias, tios, e amigos de família que viviam lá. Ele também gostava de visitar os museus e exibições de Londres. Viagens de autocarro eram grátis para crianças na altura do desaparecimento de Gosden. A irmã de Gosden viajou para Londres para entregar currículos quando tinha 14 anos para ganhar experiência de trabalho - o pai especulou que Andrew poderia ter feito o mesmo. Um evento identificado por Kevin Gosden como uma razão possível para o seu filho ter viajado para Londres foi o agrupamento de Youtube de 2007. No entanto, não existem provas de que Gosden frequentou este evento ou tinha algum interesse no Youtube.(43 min 40 s)
A família também pesquisou sobre concertos que Gosden poderia ter visitado. Na noite do seu desaparecimento, Thirty Seconds to Mars tocou na Brixton Academy(45 min 50 s) e SikTh tocou um show de despedida na Carling Academy.(46 min 10 s) O espaço está a uma distância caminhável de King's Cross. O show dos SikTh estava originalmente planeado para as 16h do dia 7 de julho e foi o último show com o vocalista original, fazendo-o um evento único. Mick Neville, chefe reformado da Unidade Central de Imagens da Polícia Metropolitana, acreditava que a teoria SikTh era plausível. Ele apelou que qualquer pessoa com fotos ou vídeos tirados no concerto se chegasse à frente para que "super reconhecedores" pudessem dar scan às imagens. Neville também afirmou: "Existe um canal próximo (Canal Regents). Não é claro se alguma vez foi dragado ou investigado." Embora Gosden fosse fã de bandas de metal parecidas, não existem provas de que ele foi a estes shows ou que gostava destas bandas.(46 min 10 s)
A banda finlandesa HIM fez uma sessão de autógrafos promocional na loja HMV na Oxford Street a 17 de setembro de 2007, e fez um espetáculo exclusivo por convite na mesma tarde em Soho. A única maneira de ir a este show era completar vários concursos e sorteios. Esta pista foi investigada pela família com ajuda dos HIM, mas não produziu mais pistas. O pai de Gosden também afirmou que suspeitava que Gosden poderia ter ido a Londres para fazer algo que sentia ser mais fácil pedir perdão do que permissão.(9 min 50 s)
Em declarações em 2009, Kevin Gosden especulou sobre a razão do desaparecimento de Andrew: "Ele decidiu fazer a coisa do Reginald Perrin, e reinventar-se? Ou houve algo mais perturbador que ele sentiu que não nos podia contar? No meu coração, eu ainda acho que o seu desaparecimento foi uma coisa do momento."

## Críticas à investigação policial
A família de Gosden foi crítica da decisão da polícia de concentrar a investigação na família em vez de pedir as gravações das camêras de vigilância além de King's Cross durante as etapas iniciais da investigação. Kevin Gosden afirmou que a polícia o viu como um suspeito durante as etapas iniciais e eles realizaram entrevistas gravadas ilegais com o objetivo de o pressionar a revelar a razão do desaparecimento do seu filho. Kevin Gosden e a família alargada foram absolvidos de qualquer envolvimento.

## Possíveis avistamentos
Um artigo no The Times escrito no primeiro aniversário do desaparecimento de Gosden relatou que, na altura, 122 possíveis avistamentos tinham sido reportados em toda a Grã-Bretanha, incluindo 45 de Londres e 11 de Brighton. O pai de Gosden disse que houve dois ou três avistamentos dentro da primeira semana do desaparecimento que pareciam credíveis, parcialmente pela maneira de como as testemunhas alegaram que Gosden falou com elas. A família de Gosden acredita que o avistamento mais plausível é o que coloca Gosden no Pizza Hut de Oxford Street (4km, uma caminhada de 1 hora de King's Corss) no dia em que desapareceu. A família alega que esta pista nunca foi investigada pela polícia.
Houve mais avistamentos não confirmados na Oxford Street a 17 de setembro, e no dia seguinte, quando Gosden supostamente estava a dormir num parque em Southwark. Gosden alegadamente foi visto a sair de um comboio local de Waterloo na estação Mortlake a 19 de setembro de 2007 (cinco dias depois de desaparecer) então possivelmente indo até Sheen Lane e junto da Rua Upper Richmond. A 19 de setembro, foi relatado que parecia que ele tinha obtido roupas mais quentes. Uma mulher relatou um possível avistamento de Gosden a 17 de outubro (um mês após o desaparecimento) em Covent Garden: ela falou com um rapaz e disse que ele se parecia com um rapaz que ela tinha visto na TV que estava desaparecido, mas o rapaz negou que era Gosden.
Mais tarde, outras localizações de avistamentos incluem um parque em Streatham, então mais longe a sul de Gales, Birkenhead e Plymouth. Em 2009, dois possíveis avistamentos foram relatados, um fora do Museu de História Natural, o outro num pub em Southend. Nenhum dos avistamentos poderam ser verificados. No entanto, segundo o pai de Gosden, nenhum dos avistamentos foram seguidos pela polícia, e a mulher que relatou o avistamento no Covent Garden não foi falada até seis semanas depois do desaparecimento.

## Eventos subsequntes
Em novembro de 2008, um homem visitou a esquadra da polícia de Leominster em Herefordshire, Midlands Ocidentais, e usou o sistema de interfone para falar com um agente, afirmando que ele tinha informação sobre Gosden. Como era de tarde, o sistema de interfone estava a ser usado em vez de um receção pessoal. Pela altura que um agente chegou para ouvir os detalhes, o homem tinha ido embora. A polícia mais tarde pediu-lhe para voltar a contactar-los. Subsequentemente, um indivíduo que alegava ser o homem da esquadra escreveu anonimamente para a BBC depois do caso aparecer no The One Show. Ele deu detalhes de um possível avistamente de Andrew Gosden em Shrewsbury em novembro de 2008. Não foi confirmado se era o mesmo homem em ambas as ocasiões e se sim, porque é que não esperou na esquadra.
Em setembro de 2009, a família lançou imagens com progressão de idade do que Gosden poderia parecer com dezasseis anos, para marcar o segundo ano do seu desaparecimento. Em novembro de 2009, Kevin Gosden pediu à comunidade gay para o ajudar a encontrar o seu filho. A família de Gosden considerou a possibilidade de que Gosden poderia ter dificuldades com a sua orientação sexual (crianças gays ou lésbicas são mais prováveis de fugir do que as heterossexuais). Kevin Gosden disse: "Nós temos uma família bastante aberta então sempre pensámos se ele era gay ou tinha dificuldade com a sua identidade sexual e achámos demasiado constrangedor falar disso. Se ele é gay, não temos qualquer problema, ele é amado incondicionalmente por tanto a minha mulher e eu e a sua irmã".
Em maio de 2011, a família pagou a uma empresa privada para conduzir uma procura com sonar do Rio Tâmisa, usando a mesma tecnologia que é usado para localizar vítimas e objetos no mar. Nenhum rasto de Gosden foi encontrado durante a procura, mas outro corpo foi encontrado.
Em 2016, os pais de Gosden apelaram por informação no programa de televisão emblemático da BBC para assuntos atuais Panorama. No ano seguinte, para marcar o décimo ano do seu desaparecimento, a caridade Missing People fez Gosden a cara da sua campanha "Encontre Todas as Crianças", com Gosden nos painéis e anúncios pelo Reino Unido.
A 12 de setembro de 2017, a polícia fez um novo apelo para informação. Uma declaração na página de Facebook da Polícia de South Yorkshire disse que a polícia estava, ou tinha estado, a investigar pedidos para prescrições ópticas parecidas a Gosden, pedindo documentos do Escritório de Passaportes ou Seguro Nacional e circulando o ADN, impressões digitais, e relatórios dentais e de saúde de Gosden. O tom da sua declaração sugeriu que a polícia acreditava que Gosden ainda podia estar vivo. A polícia fez as verificações anuais de John Does no hospital.(53 min 30 s)
Em junho de 2018, a família de Gosden disse que alguém tinha relatado uma conversa online com uma pessoa com o username 'Andy Roo' que alegava que o seu namorado tinha-o deixado e que precisava de £200 para pagar a renda. Quando alguém se oferece a mandar-lhe dinheiro, o utilizador alegou que não tinha uma conta bancária pois tinham "deixado a sua casa quando tinha 14 anos". Esta ligação foi investigada pela polícia mas a pessoa não foi identificada.
Em julho de 2018, para marcar o 25º aniversário de Gosden, duas fotos atualizadas de progressão de idade foram lançadas pela família. Também foi anunciado que a banda Muse iria ajudar a publicitar a campanha para encontrar Gosden. Em outubro de 2019, outra imagem de progressão de idade foi lançada.
A família de Gosden manteve o seu quarto como o deixou e não mudaram as fechaduras pois Gosden costumava levar as chaves. A conta bancária de Gosden não foi usada desde que fez o levantamento na manhã de 14 de setembro de 2007.

### Detenções de dezembro de 2021
A 11 de janeiro de 2022, a Polícia de South Yorkshire declarou que a 8 de dezembro de 2021, após uma denúncia anónima, os detetives prenderam dois homens, de 38 e 45 anos, na suspeita de rapto e tráfico humano. A detenção do homem mais velho também estava conectada com posse de imagens indecentes de crianças. Ambos os homens foram libertados sob investigação enquanto os inquéritos decorriam. Acredita-se que sejam as primeiras detenções feitas em conexão com o desaparecimento. No dia seguinte, foi anunciado que vários aparelhos foram apreendidos dos homens para investigação forense, que a polícia disse que poderia levar seis meses a um ano para analisar. Kevin Gosden agradeceu ao público pelo seu poio e disse que a família não sabia mais do que o que a polícia tinha publicado na sua declaração.
Em janeiro de 2023, a Polícia de South Yorkshire disse que os homens continuavam a ser investigados, e que os aparelhos subsequentes também estavam a ser examinados. Em setembro de 2023, foi relatado que ambos os homens tinham sido libertados sem acusações e que eles não estavam envolvidos no desaparecimento de Gosden.

## Mídia
O desaparecimento de Gosden tem feito parte de várias transmissões e publicações da mídia:
- Dois ano após o seu desaparecimento, em 2009, o caso de Gosden foi examinado num episódio do documentário da Sky TV, Missing Children: Lorraine Kelly Investigates.[72]

- Um episódio do programa da BBC Missing (anteriormente chamado Missing Live) que discutia o caso de Andrew Gosden foi ao ar em 2011. Incluía comentários dos agentes que investigaram o caso.[73]

- Um episódio do BBC Panorama, intitulado "Jovens Desaparecidos da Grã-Bretanha", foi ao ar em julho de 2016. Incluía entrevistas com os pais de Gosden e o vícaro que viu Gosden no dia do seu desaparecimento.[74]

- O talk show Loose Women transmitiu um episódio no final de 2018 relativo ao desaparecimento de Gosden.[75]

- Um episódio do podcast da BBC The Next Episode que foi lançado no BBC Sounds em setembro de 2019 discutiu os eventos e incluía uma entrevista com o pai de Gosden, Kevin.[76]

- Um episódio do Crimewatch Live da BBC (Roadshow Live Episódio 18 - Série 11) foi ao ar em março de 2020. Incluía o pai de Gosden, Kevin, e um apelo para informação sobre Andrew pela Polícia de South Yorkshire.[77]

## Também ver
- Lista de pessoas que desapareceram
- Desaparecimento de Alex Sloley – talentoso estudante de matemática de 16 anos que desapareceu de Londres Central – 10 meses depois de Gosden.
- Desaparecimento de Ruth Wilson – Desaparecimento não resolvido de uma jovem de 16 anos em Surrey em 1995
- Desaparecimento de Lee Boxell – Desaparecimento não resolvido de um jovem de 15 anos em 1988
- Desaparecimento de Martin Allen – Caso não resolvido de 1979 de um jovem de 15 anos que desapareceu de Londres . O último avistamento confirmado de Allen também foi na estação King's Cross.
- Assassinato de Lindsay Rimer - Caso não resolvido de 1994 de uma menina britânica de 13 anos que desapareceu das ruas em Yorkshire, apenas para ser encontrada morta um ano depois em um canal próximo